# دنیای فردا
دنیای فردا (به انگلیسی: World of Tomorrow) یک فیلم کوتاه انیمیشن علمی - تخیلی آمریکایی است که در سال ۲۰۱۵ ساخته شده‌است. کارگردانی، نویسندگی و تهیه‌کنندگی این انیمیشن به عهده دان هرتزفلت بوده‌است. فیلم با صدای خواهرزاده ۴ ساله کارگردان جولیا پات روایت می‌شود، صداهایی در زمان بازی و نقاشی ضبط شده و بعدتر در خدمت ساخت کاراکتر ویرایش شده‌اند. فیلم در سال ۲۰۱۶ و در هشتاد و هشتمین دوره جوایز اسکار کاندید دریافت جایزه در بخش بهترین انیمیشن کوتاه شد ولی جایزه را به دست نیاورد.